# Gena (woreda)
Pour les articles homonymes, voir Gena.
Gena est un woreda de la zone Dawro de la région Éthiopie du Sud-Ouest.
Créé au début des années 2020, ce district reprend la partie occidentale de Gena Bosa, le reste de l'ancien woreda s'étant détaché sous le nom de Zaba Gazo.

## Géographie
Gena se situe à l'extrémité nord de la zone Dawro dans l'angle entre la rivière Gojeb et l'Omo.
Limitrophe de la zone Jimma de la région Oromia, de la zone Hadiya de la région Éthiopie du Centre et du woreda spécial Tembaro, Gena est récemment bordé dans la zone Dawro par Tarcha Zuria, Mareka et Zaba Gazo,.
La principale agglomération de Gena est Weldane également connue sous le nom de  Weldehane ou Holdehane tandis que Kerawo ou Karewo est désormais le chef-lieu de Zaba Gazo.

## Démographie
Le recensement national de 2007 fait état d'une population de 86 565 habitants dans l'ancien woreda Gena Bosa dont 2 % de citadins qui sont les 1 413 habitants de Kerawo.
En 2022, la population est estimée à 114 558 personnes avec une densité de population de 124 personnes par km2 et 922 km2 de superficie dans le périmètre de l'ancien woreda Gena Bosa,.
Entre-temps cependant, au début des années 2020, le détachement de 513 km2 au bénéfice de Zaba Gazo ne laisse que 396 km2 de superficie sous le nom de Gena,.